# Spolkový život Němců v českých zemích a v Československu
Spolkový život Němců umožnila v českých zemích, ostatně jako i dalším národnostem Rakouska-Uherska, zejména prosincová ústava z roku 1867, v níž císař František Josef I. uzákonil občanské právo „shromažďovat se a tvořit spolky“. V českých zemích se tak rozvinula mezi zdejším německým obyvatelstvem široká základna německých spolků. Ve spolcích mohli sdílet a prohlubovat své společné zájmy s ostatními německými obyvateli obcí a měst zemí Koruny české a později i mezi německým obyvatelstvem na území Československa. 80. léta 19. století vedla u Němců i u Čechů ke vzniku masových nacionálních spolků, jejichž heslem bylo „udržení a rozšíření národní državy“.

## Charakteristika a členství ve spolku
Ve spolcích se jednotliví občané setkávali za účelem společných zájmů a cílů. Proto také plnily spolky významnou roli při prosazování zájmů jednotlivých skupin obyvatelstva, rozšiřování jejich myšlenek a názorů. Některé spolky měly zcela charitativní ráz nebo plnily funkci ryze zábavnou či vzdělávací. Ačkoliv spolky byly dobrovolné a zakládat je mohly všechny sociální vrstvy, přece jen v nich hrála roli příslušnost k etniku a vedení spolku příslušelo většinou někomu z obecní či městské elity – právníkům, učitelům a profesorům, majitelům průmyslových nebo zemědělských podniků, velkostatkářům nebo na malé vesnici mlynářům, farářům a velkým sedlákům.

## Doba do roku 1848
Nejprve se Němci sdružovali na úrovni profesní a to do cechů, spolků tovaryšů apod. Od 30. let 19. století se objevovaly spolky náboženské, dobročinné nebo živnostenské a průmyslové, u kterých ale nehrála etnická příslušnost žádnou roli. Jednalo se totiž o prestižní záležitost svobodného obyvatelstva. Politika se rozebírala spíše po kavárnách a hostincích u stolů „štamgastů”, příslušníků městské nebo obecní inteligence, obchodníků a jiných významných představitelů, kteří kritizovali převážně Metternichův absolutismus a další palčivé otázky, které sebou tehdejší politická situace přinášela. S revolučním rokem 1848 se postupně rozpoutávala v českých zemích národnostní třenice mezi německým a českým etnikem a vznikala tak dvě oddělená národní společenstva. Německé prostředí, které bylo nesporně vyspělejší, nechtělo v žádném případě přistoupit na jakoukoliv debatu o samostatnosti českého národa, který svým razantním vývojem Němce v jejich dosavadním postavení ohrožoval. V této době začínaly vznikat první spolky českých Němců s politickým podtextem.

## 60. a 70. léta 19. století
František Josef I. zrušil na konci roku 1851 ústavu vyhlášenou na jaře 1849, která ve skutečnosti nikdy nebyla uvedena v platnost a tím došlo k nastolení nové absolutistické vlády samotného císaře a jeho nejbližších spolupracovníků. Jeho pravou rukou se stal ministr vnitra Alexander Bach. Bach zavedl po celé monarchii přísnou cenzuru a posílil policejní aparát. Všechny politické spolky, politická shromáždění, noviny a časopisy s protichůdnou politikou byly zakázány. Teprve až doba konstituční monarchie a zejména období po uzákonění práva „shromažďovat se a tvořit spolky“ nabídly prostor pro zakládání spolků. Po celé monarchii nastal doslova boom všemožných společenských aktivit. Zakládání spolků, které se ze začátku odvíjelo především ve městech, se rozmáhalo i na venkově. V době národnostního pření vznikaly přirozeně spolky české a německé. Němci se snažili rozvíjet svou národní identitu, setkávat se s ostatními příslušníky německého etnika a rozvíjet společné zájmy. Zrovna tak vznikaly obdobně na české straně spolky, které svým typem odpovídaly sdružením německým.

### Typologie německých spolků

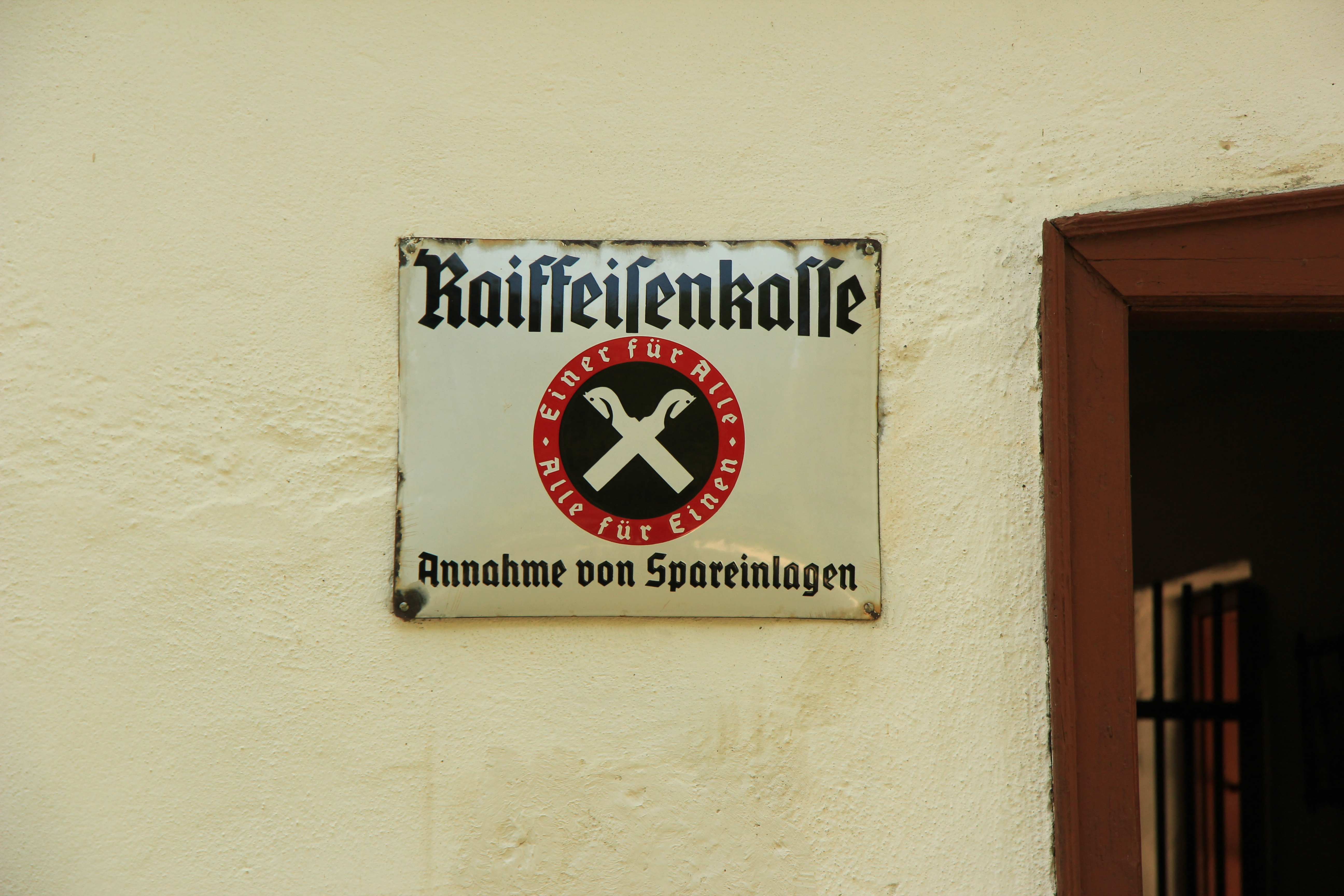
Friedrich Wilhelm Raiffeisen patřil k družstevním pionýrům. Ke konci 19. století se jeho myšlenky počaly šířit také v Rakousku-Uhersku a podle Raiffeisena fungovalo brzy 600 spořitelních a záložních spolků (Spar- und Darlehenskassen). První Raiffeisenbank vznikla na území dnešního Rakouska v roce 1886 v Dolním Rakousku. V roce 1898 byl založen Österreichische Raiffeisenverband. „…v úřadě venkovské Raiffeisenkasse, který mnohdy sídlil v hostinci či ve škole, byste často našli jen stůl, pár židlí a trezor. Administrativní práci vykonávali členové zdarma, pouze pokladník, který zapisoval příjmy a výdaje a připravoval jejich přehled, dostával na konci roku skromnou odměnu…, …organizovaly přednášky a divadelní hry… K jejich největším zásluhám patřilo vybavení obcí veřejnými váhami, kde bylo možné poctivě kontrolovat váhu nákladů. Mnoho jich zkrášlilo své okolí výsadbou stromů, budováním rybníků a stavbou budov pro vesnické kulturní aktivity,“ psal Feierabend ve své útlé knížce v New Yorku na začátku 50. let.

- hospodářské (Gewerbevereine), zemědělské a lesnické (Land und Forwstwirtschaftsvereine)
- profesní spolky – Jouristenverband, Deutscher Kaufmännischer Verein (Spolek obchodníků), Deutscher Handwerkerverein (Spolek samostatných řemeslníků)
- podpůrné (pro podporu v nemoci, veteránské) a charitativní
- dobrovolných hasičů
- vzdělávací – Lesevereine (čtenářské),
- zábavné
- kulturní – Deutscher Männergesangverein (Praha, 1861), Brünner Männergesangverein (1861), Troppauer Singakademie (1860) a Deutscher Sängerbund (1864),
- umělecké – Mährischer Kunstverein (Brno 1871), Verein zur Gründung und Ehaltung eines Landesmuseums für Kunst und Gewerbe (Opava 1882),
- učitelské
- tělocvičné, turistické, střelecké
- vědecké – Verein für die Geschichte der Deutschen in Böhmen či Deutscher Polytechnischer Verein,
- politické spolky – Verfassungsverein der Deutschen in Böhmen (Konstituční spolek Němců v Čechách), jehož pokračovatelem po roce 1882 byl Deutscher Klub (Německý klub), Deutscher Verein (Německý spolek; Praha 1869), Brünner Bürgerverein (Občanský spolek v Brně), Verein der Deutschen in Mähren (Spolek Němců na Moravě; Olomouc 1870), Bürgerverein (Opava 1869) a Deutscher Verein (1870),
- kasina – Katholisch politische Casino v Opavě (1870)
- pojišťovací, záloženské a konzumní – podle vzoru F. W. Raiffeisena
- penzijní a zaopatřovací
- okrašlovací

Společensky respektované a uznávané hasičské spolky (Feuermännervereine) patřily k těm nejrozšířenějším. Dobrovolní hasiči (Freiwillige Feuerwehr – FF) posilovali zejména ve vsích, kde jiný spolek neexistoval, místní kulturu. Dalšími spolky se širokou členskou základnou byly turnerské tělocvičné spolky podle vzoru Friedricha Ludwiga Jahna (Deutscher Turnverein, založený roku 1861 v Praze a v Brně a o tři roky později v Opavě). Od nich se pak odvíjely spolky bruslařské, turistické, cyklistické, veslařské a jiné. Kasino hrálo mezi všemi spolky určitý prim. Jednalo se o prominentní spolek německých liberálních elit se svojí základnou v Praze.

## Od 80. let 19. století do konce monarchie

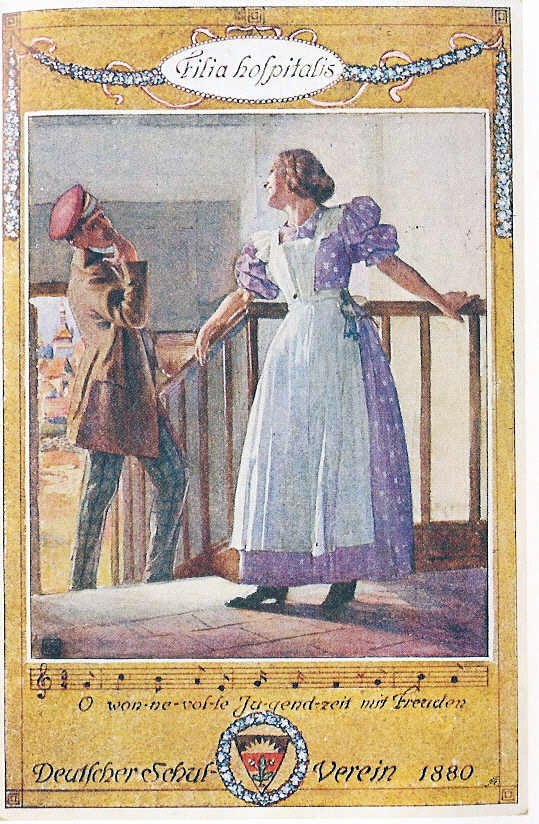
Pohlednice spolku Deutscher Schul-Verein z roku 1880, romantické obrazové ztvárnění studentské písně „O wonnevolle Jugendzeit“, která je také známá pod názvem „Filia Hospitalis“, dole název a znak spolku Deutscher Schul-Verein

Od 80. let 19. století vznikaly v německém i českém táboře spolky nacionální. Zejména v národnostně smíšených oblastech se jednalo o tzv. obranářské spolky (Schutzvereine), které měly hájit především nacionální zájmy. Češi se počali formovat v moderní národ a zejména mladá německá generace reagovala na český hospodářský, sociální i kulturní růst vstupem do národnostních (völkisch) spolků. V této době vznikaly organizace vyloženě masového charakteru. Na podporu německého národního školství na jazykové hranici vznikl ve Vídni v roce 1880 Deutscher Schulverein, kterému na české straně odpovídala Ústřední Matice školská. Obě organizace se zasloužily o osvětu a financování škol, přesto se ale jednalo o spolky nacionální a národnostně mezi sebou soupeřily. Deutscher Schulverein se velmi rychle rozrůstal o další a další místní skupiny (Ortsgruppen). V roce 1908 měl již 1 344 skupin se 130 tisíci členy a právě v Čechách měl nejpočetnější zastoupení (50 % z celkového počtu členů). Tělovýchovné spolky Turnvereiny vedli sice představitelé místní elity, ale členská základna pocházela hlavně z nižších společenských vrstev – kvalifikovaní dělníci, studenti a živnostníci. Vedení spolku se snažilo vzdělávat své turnery společenskými a kulturními pořady či nepřeberným množstvím přednášek. Právě v turnerském hnutí se od poloviny 80. let projevoval radikální nacionalismus snad nejvíce a v některých tyto antisemitské tendence nakonec našly živnou půdu v prosazování árijských zákonů.
Hlavní náplní hospodářsko-obranných spolků („wirtschaftliche Schutzvereine“) byla starost o německý majetek a půdu, své soukmenovce v pohraničních oblastech hospodářsky či finančně podporovaly a pomáhaly jim při zprostředkování pracovních míst. Mimo to pořádaly kulturní akce a přebíraly i některé charitativní činnosti. Prvním hospodářsko-obranným spolkem byl Böhmerwaldbund (Pošumavský spolek), jež vznikl v roce 1884 v jižních Čechách. Nejvýznamnějším a největším obranným spolkem byl Bund der Deutschen in Böhmen (Svaz Němců v Čechách 1884), který měl na počátku 20. století 60 tisíc členů a v roce 1914 se počet jeho členů zdvojnásobil (Svaz Němců v severozápadních Čechách, v západních Čechách, východních Čechách či na Chebsku), na Moravě národně obrannou funkci přebíraly – Bund der Deutschen Nordmährens (1886) a Bund der Deutschen Südmährens (1899), ve Slezsku Nordmarka (1893)). Těmto spolkům konkurovaly organizace dělnické – například sociálně demokratická organizace (Verein der deutschen Arbeiter) a také postupně slábnoucí liberální strany a spolky.

## Československo

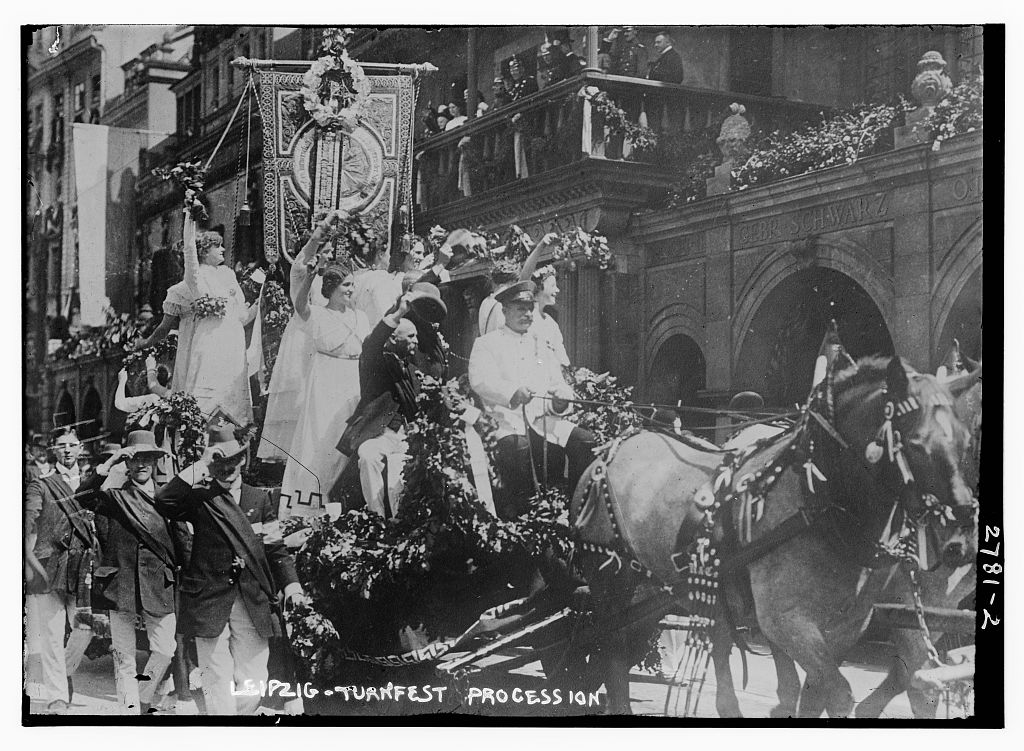
„Vaterland, nur Dir!“ 12. Deutsches Turnfest 12.–16. července 1913 v Lipsku – slavnostní průvod městem, účastnilo se 62 572 spolků – 1 123 000 členů. Od roku 1898 do roku 1983 se pořádaly turnerské slavnosti v pětiletých cyklech, kdy roky končily na osmičku nebo trojku (mimo světových válek)

Rozpad monarchie a vyhlášení československého státu neměly na oslabení spolkového života sudetských Němců zásadní vliv a po dvaceti letech fungování nového státu naopak aktivity německého obyvatelstva posílily. Spolky se ale musely novým podmínkám ve státě přizpůsobit a rozšiřovaly se i na Slovensko a Podkarpatskou Rus (1922 Deutscher Kulturverband, Deutscher Turnverein). Většina spolků byla novým státním zřízením donucena přerušit vazby na své rakouské a německé centrály a následně je zřídit v Československu. Mladá členská základna tak stále více opouštěla prorakouskou orientaci a obracela se nápadně k politickému směru Německa.
V roce 1919 Deutscher Kulturverband převzal 346 místních skupin bývalého německého školního spolku (Deutscher Schulverein) a během dvou let vzrostla jeho členská základna téměř čtyřnásobně. V roce 1921 disponoval při stavu téměř 200 tisíc členů vlastními devatenácti základními a osmdesáti pěti mateřskými školami. Ve 20. letech patřil Deutscher Kulturverband k nejmasovějším a finančně nejzabezpečenějším německým spolkům v Československu. Obdobná situace nastala i u turnerů v Čechách, na Moravě i ve Slezsku. V srpnu 1919 vznikla organizace Deutscher Turnverband (DTV). Ta měla počátkem 20. let 823 skupin a 109 000 členů. V masových tělovýchovných spolcích nastal poněkud odlišný fenomén. Při kolektivním cvičení docházelo k setření sociálních rozdílů - na cvičišti vedle sebe stáli „zednický pomocník, obchodník, řemeslník, úředník či dělník”. Bylo tedy nasnadě, že právě mezi turnery vyrůstali „přední funkcionáři pozdější Henleinovy Sudetendeutsche Heimatsfront” (Sudetoněmecká vlastenecká fronta).
Bund der Deutschen s jeho regionálními organizacemi ale ve dvacátých letech svoji centrální organizaci v Československu nevybudoval. Teprve Henleinova Sudetendeutsche Heimatsfront (SHF) a stoupající preference Hitlera v roce 1933 podpořily centralizaci regionálních svazů. V letech 1933 až 1937 měla na masové organizace podstatný vliv Sudetoněmecká
strana. Politickým principům této strany se dokonce podvolil v roce 1937 i celkem liberální Deutscher Kulturverband. Přestože preference Sudetendeutsche Partei (SdP - Sudetoněmecká strana) rostly a úměrně tomu klesala popularita masových obranných spolků, disponovaly centralizované spolky stále širokou členskou základnou. BdD v letech 1937-1938 organizoval 10 %–12 % německého obyvatelstva českých zemí, což dohromady s členskou základnou dvou dalších nejvýznamnějších nacionálních „obranných“ svazů Deutscher Kulturverband a Deutscher Turnverband činilo 34 %–43 % obyvatelstva. Činnost sudetských německých spolků byla ukončena v roce 1939 na základě rozhodnutí o rušení organizací v Sudetech z 22. října 1938. Majetek spolků byl převeden na NSDAP, která převzala i úkoly někdejších německých spolků a organizací. Jediným povoleným spolkem zůstal Svaz dobrovolných hasičů.

## Spolkové kalendáře

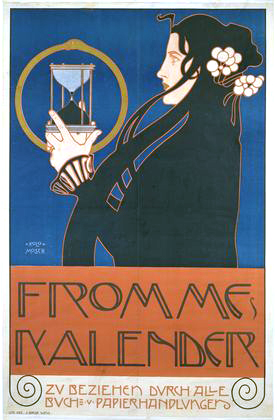
Titulní stránka – „Fromme Kalender”. Spolkové kalendáře vydávané c. k. dvorním tiskařstvím a nakladatelstvím měly vysokou odbornou a uměleckou úroveň. Mezi německými spolky byly velmi oblíbené

Zakládání německých spolků přineslo i poptávku po odborné literatuře. Publikační činnost byla financována v podstatě z členských poplatků, což znamená, že každý spolek si financoval a vydával vlastní časopis. Rakouská tiskařství a nakladatelství jako třeba Gerold, Hölder, Manz, Hartleben, Pichler’s Witwe, L. W. Seidel, Lehmann & Wentzel, Gerlach & Schenk nevydávala jen knihy, ale také periodika a odborné časopisy. Nakladatelství se pro potřeby spolků odborně specializovala:
- Carl Fromme (k. k. Hofbuchdruckerei und Hof Verlagsbuchhandlung) – kalendáře lékařské, turistické, farmaceutické, hasičské, včelařské, zemědělské, zahradnické, lesnické atd.
- Moritz Perles – např. „Juristen-Kalender“, „Jagd-Kalender“
- Verlag der Wiener Volksbuchhandlung (Ignaz Brand & Co.) – např. sociálně-demokratický „Österreichischer Arbeiter-Kalender“, „Eisenbahn-Kalender“
- J. Steinbrener (Winterberg)

Frommeho kalendáře obsahovaly mimo klasického ročního přehledu a odborných informací také všeobecné informace, jako třeba genealogii císařské rodiny, rozpis ročních a týdenních trhů, rozpis cen fiakrů a koňských povozů, poštovní a telegrafní tarify, ceny kolků, ale i termíny z loterijních tažení, pohřební poplatky atd. Frommes vydával své kalendáře v německém, maďarském, polském, italském a francouzském jazyce. Kalendáře obsahovaly odborné články, pokyny, inzeráty, nové právní úpravy atd., jehož součástí byl i zápisník s předtištěnými kolonkami.
- Evangelischer Volks-Kalender
- Fischerei-Kalender
- Fromme’s Allgemeines Mass- und Gewichts-Taschenbuch
- Kalender für den österreichischen Landmann
- Dr. Johann Nepomuk Vogl’s Volks-Kalender
- Fromme’s Bienen-Kalender
- Fromme’s Edelweiss-Kalender
- Fromme's Einjährig-Freiwilligen-Kalender der Infanterie, Jägertruppe und Cavallerie
- Fromme’s Landwirthschaftlicher Schreib-Kalender
- Fromme's musikalische Welt